# Сюлейман ибн Дауд ас-Сувари
Сюлейман ибн Дауд ас-Сувари или Сулейман ибн Дауд ас-Саксини-Сувари е волжко-български богослов и шейх. Ученик е на Абу-л-Али Хамид ибн Идрис ал-Булгари.
Произходът на ас-Сувари все още не е изяснен, но според З. В. Тоган той произхожда от хазарско-прабългарска етническа среда.
Неговите трудове са били широко разпространени, изучавани и преписвани на Изток (Северен Иран, Ирак, Средна Азия и Турция). Многократно е цитиран в трудовете на редица ислямски богослови от първата половина на дванадесети до началото на XX век.